# Gliedergürteldystrophie 2M
Die Gliedergürteldystrophie 2M (LGMD2M) ist eine sehr seltene Erkrankung aus der Gruppe der Gliedergürteldystrophien.
Nach der Klassifikation von Online Mendelian Inheritance in Man von 2011 wird die Erkrankung auch als Gliedergürtel-Muskeldystrophie-Dystroglykanopathie Typ C4 (englisch Limb-Girdle Muscular Dystrophy-Dystroglycanopathy Type C4, MDDGC4) bezeichnet.

## Ursache
Die LGMD2M wird durch Mutationen im Fukutin-Gen verursacht und autosomal-rezessiv vererbt. Das Fukutin-Gen kodiert für ein Transmembranprotein, dessen Funktion noch nicht sicher geklärt ist. Es wird eine Beteiligung an der Glykosylierung von α-Dystroglykan vermutet. Dementsprechend wird vermutet, dass bei Mutationen im Fukutin-Gen die Glykosylierung gestört ist. Die Erkrankung wird daher auch zur Gruppe der Dystroglykanopathien gezählt.

## Klinische Erscheinungen
Das Erkrankungsbild ist variabel. Es kann sich eine leichtgradige Gliedergürteldystrophie und/oder eine Kardiomyopathie entwickeln, oder die Erkrankung verläuft bis auf eine Erhöhung der Kreatinkinase (HyperCKämie) asymptomatisch. Strukturelle Fehlbildungen oder mentale Retardierung bestehen in der Regel nicht. Krankheitsbeginn ist in der Kindheit.

## Diagnostik
Die Erkrankung kann molekulargenetisch, das heißt durch Nachweis bestimmter Mutationen im Fukutin-Gen gesichert werden.

## Abgrenzung
Mutationen im Fukutin-Gen können zu einem breiten klinischen Spektrum mit unterschiedlichen Phänotypen führen (allelische Erkrankungen). Neben der LGMD2M, der mildesten Form, kann es auch zu kongenitalen Muskeldystrophien kommen, deren klinischer Verlauf deutlich schwerer ist.
Bei der kongenitale Muskeldystrophie-Dystroglykanopathie ohne mentale Retardierung Typ B4 (MDDGB4) beginnt die Erkrankung bereits kongenital. Sie ist durch eine Gliedergürteldystrophie und Veränderungen der weißen Substanz gekennzeichnet.
Bei den kongenitalen Muskeldystrophien Fukutin-assoziiertes Walker-Warburg-Syndrom und Fukutin assoziierte Muskel-Auge-Gehirnkrankheit (auch kongenitale Muskeldystrophie Typ Fukuyama) sind die Patienten noch schwerer betroffen. Neben kongenitalem Beginn der Muskeldystrophie treten auch schwere Fehlbildungen des Gehirns und der Augen, mentale Retardierung und epileptische Anfälle auf. Diese Phänotypen werden im OMIM-Katalog als Congenital Muscular Dystrophy-Dystroglycanopathy with Brain and Eye Anomalies Typ A4 (MDDGA4) zusammengefasst.